# قرار مجلس الأمن التابع للأمم المتحدة رقم 567
قرار مجلس الأمن التابع للأمم المتحدة رقم 567، المتخذ بالإجماع في 20 حزيران / يونيو 1985، بعد الاستماع إلى مذكرات من جمهورية أنغولا الشعبية، أشار المجلس إلى قرارات منها 387 (1976)، 428 (1978)، 447 (1979)، 454 (1979)، 475 (1980)، 545 (1983) و546 (1984)، وأعرب عن قلقه إزاء استمرار الهجمات على البلاد (في مقاطعة كابيندا) من قبل جنوب إفريقيا عبر جنوب غرب إفريقيا المحتلة.
وطالب المجلس جنوب أفريقيا بوقف الهجمات واحترام سيادة أنغولا وسلامتها الإقليمية، مشيراً إلى أن أنغولا لها حق الدفاع عن النفس والتعويض عن الهجمات. كما أدان جنوب إفريقيا لاستخدامها ناميبيا المحتلة (جنوب غرب إفريقيا آنذاك) كنقطة انطلاق للهجمات وطلب من الأمين العام مواصلة مراقبة الوضع.